# 서울용두초등학교
서울용두초등학교(서울龍頭初等學校)는 대한민국 서울특별시 동대문구에 있는 공립 초등학교이다.

## 학교 연혁
- 1948년 11월 1일 개교 (종암국민학교에서 분리)
- 2002년 10월 25일 정보화센터 개관
- 2008년 7월 2일 잔디운동장 설치 및 펜스 울타리 설치
- 2008년 12월 28일 영어전용교실 설치
- 2010년 8월 29일 방송실, 보건실, 과학실 현대화사업

## 참고 자료
- 서울용두초등학교 - 한국교육학술정보원 학교알리미